# Боинг 777
Боинг 777 (енгл. Boeing 777) је широкотрупни млазни авион дугог долета опремљен са два мотора. Авион производи фирма Боинг. Овај авион је највећи двомоторни авион на свету и најчешће има од 314 до 451 седишта. У зависности од верзије може да прелети од 9.695 до 17.370 km.
Главне одлике овог авиона су:
- млазни мотори са највећим пречником икада произведеним
- главне ноге стајног трапа од којих свака има 6 точкова,
- труп који је у облику круга и
- стабилизатор који има облик оштрице.

Боинг је овај авион развио уз помоћ 8 највећих авио-компанија на свету и намера је била да авион попуни празнину између Боинга 767 и Боинга 747. Боинг 777 је први Боингов авион који има дигиталне команде лета (енгл. fly-by-wire) и такође је први авион чија је конструкција у потпуности осмишљена уз помоћ компјутера.
Боинг 777 се производи у две дужине трупа. Прва верзија Боинга 777 названа 777-200 ушла је у употребу 1995. године, а верзија са продуженим долетом 777-200ER је ушла у употребу 1997. године. Продужена верзија 777-300 је за 10,1 метар дужа од верзије 777-200 и ушла је у употребу 1998. године, а верзије 777-300ER и 777-200LR су ушле у употребу 2004. односно 2006. године, а теретна верзија 777F је ушла у употребу фебруара, 2009. године. Обе верзије са продуженим долетом су опремљене моторима Џенерал Електрик GE90 и имају продужене и накривљене врхове крила. У раној производњи верзије 777-200, −200ER and −300 су биле опремљене моторима Џенерал Електрик GE90, Прат & Витни PW4000 или Ролс-Ројс Трент 800.
Боинг 777-200LR је авион са најдужим долетом на свету и може да прелети преко пола земљине кугле и држи рекорд за најдужи лет икада. Авион је прелетео 21 600 km од Хонгконга до Лондона и тиме је ушао у Гинисову књигу рекорда.
Боинг 777 је један од најпродаванијих Боингових авиона. Авио-компаније су се одлучивале за овај авион, најчешће због тога што троши мање горива у односу на авионе који могу да превезу исти број путника при истој раздаљини. Конкуренција овом авиону су Ербас А330-300 и Ербас А350. Боинг 777 је разлог заустављања производње Ербаса А340 и Макдонел Дагласа MD-11.

## Развој

### Историјат
Почетком седамдесетих година прошлог века, Боинг 747, Макдонел Даглас DC-10, Локид L-1011 Трајстар и Иљушин Ил-86 су били први широкотрупни авиони који су ушли у употребу.
Почетком 1978. године, Боинг је најавио развој три нова авиона:
- Боинга 757 (који би заменио Боинг 727),
- Боинга 767 (који би био конкуренција Ербасовом авиону А300) и
- Боинга 777 који би имао три мотора и који би био директна конкуренција Макдонел Дагласу DC-10 и Локиду Л-1011 трајстару.

Боинг 757 и 767 су авиони средње величине, који су постигли велики успех у осамдесетим годинама прошлог века, због тога што су то били први двомоторни авиони који су испуњавали „ETOPS“ стандарде и могли да лете преко океана. По „ETOPS“ стандардима ова два авиона су могла да лете преко било ког океана, али под условом да су до најближег аеродрома, предвиђеног за слетање у случају несреће, удаљени мање од 3 сата лета. Због ових стандарда, авио-компаније су почеле да користе ове авиона на преко-океанским рутама, на којима нису били потребни авиони са већим бројем седишта.
Од првобитног плана да Боинг 777 буде авион са 3 мотора се одустало, а Боинг је сконцентрисао развој и производњу авиона 767-300ER и 747-400.
Крајем осамдесетих година прошлог века, дошло је до потребе да се замене старији примерци авиона DC-10 и L-1011, те су због тога произвођачи авиона почели да осмишљају конструкцију новог авиона који би их заменио. Фирма Макдонел Даглас је почела да ради на развоју авиона MD-11, који би био већи и унапређени авион базиран на конструкцији DC-10. За разлику од Макдонел Дагласа, Ербас је почео са развојем потпуно новог пројекта А330/А340 како би произвео замену за авионе попут DC-10 и L-1011.
Боинг је крајем 1986. године најавио развој авиона, чија би претеча био Боинг 767. Авион је у то време назван Боинг 767-X. Боинг 767-X би у односу на Боинг 767 имао дужи труп и крила веће површине на којима би се налазиле винглете. Касније је одлучено да труп неће бити само продужен, већ и проширен, али би без обзира на то авион ипак имао много сличних елемената са Боингом 767, попут пилотске кабине и носног дела.
Могући купци нису били задовољни понуђеним карактеристикама Боинга 767-X. Авио компаније су желеле авион који би био доста шири у односу на 767-X, али који би притом био доста економичнији у односу на Боинг 767. Боингови конструктори су схватили да је потребно покренути потпуно нови пројекат. Нови пројекат је развијао двомоторни авион, који је касније назван Боинг 777. Боинг је почео да нуди авион могућим купцима 8. децембра 1989. године.

### Процес пројектовања
Боинг 777 је развијан другачије у односу на друге путничке авионе које је Боинг до тада развио. По први пут, осам највећих светских авио-компанија - Ол Нипон ервејз, Американ ерлајнс, Бритиш ервејз, Катеј Пацифик ервејз, Делта ерлајнс, Џапен ерлајнс, Квантас и Јунајтед ерлајнс - су имале важну улогу у развијању авиона. Ово је био први пут да се у овој индустрији развије сарадња између авио-компанија и произвођача. На првом заједничком састанку, марта 1990. године, авио-компанијама је понуђен упитник написан на 23 стране, који је покривао различите аспекте у конструисању авиона. У заједничкој сарадњи одлучено да ће Боинг 777 бити авион који ће имати 325 седишта, дигиталне команде лета и већу економичност од Ербаса А330 и Макдонел Дагласа MD-11. Боинг је одлучио да ће се авион склапати у Фабрици Еверет у Вашингтону, где се склапао и Боинг 747.
14. октобра 1990. године, Јунајтед ерлајнс је постала прва авио-компанија која је поручила Боинг 777. Јунајтед је поручио 34 примерка авиона који би били опремљени моторима које производи фирма Прат и Витни. Вредност те поруџбине била је 11 милијарди долара. Јунајтед је захтевао да Боинг 777 буде способан да лети на 3 руте:
- од Чикага до Хаваја,
- од Чикага до европских дестинација и
- од Денвера до Хаваја.

ЕТОПС цертификација је такође била јако важна Јунајтеду, јер би њоме били омогућени летови изнад океана (до Хаваја и Европе). Јануара 1993. године, група Јунајтедових стручњака за развој се састала се са стручњацима из других авио-компанија и са представницима Боингових конструктора. Било је укупно 240 тимова, од којих је сваки имао до 40 чланова. Укупно 240 тимова је расправљало о 1.500 тема везаних за конструкцију авиона. Пречник трупа је повећан, што је погодовало Катеј Пацифик ерлајнсу. Авион је продужен што је погодовало Ел Нипон ервејзу и Бритиш ервејзу. Зато је било потребно развити нови ентеријер за авион и повећати максималну тежину авиона.
Боинг 777 је био први авион чија  целокупну конструкцију је осмишљена уз помоћ компјутера. Читава конструкција је креирана у тродимензионалном CAD софтверу, који су произвели Десаулт Системс и АјБиЕм. Ово је омогућило конструкторима да авион склопе виртуелно и тиме су могли да провере да ли се више хиљада делова уклапа у целокупну конструкцију, што је знатно смањило трошкове. Боинг је касније развио систем  за визуелизацију високих способности, назван ФлајТру(енгл-FlyThru), који је омогућио детаљнији визуелни поглед на конструкцију авиона, илустрацију производње и визуелизацију многих других процеса везаних за производњу, док је CAD могао пружити само за преглед конструкције. Боингови инжењери су сматрали да је CAD непоуздан, па је због тога направљен носни део авиона који би служио за тестирање. С обзиром на то да је носни део реаговао на разна испитивања управо онако како је софтвер то и предвидео, производња осталих делова који би служили у сврхе тестирања је отказана. Најдужи лет на коме се користи Боинг 777-200ЕР је између Бангалора и Сан Франциска. Најдужи лет на коме се користи Боинг 777-300ЕР је између Џеде и Лос Анђелеса који траје 17 сати.

### Улазак у употребу
Јунајтед ерлајнс је авио-компанија са којом је Боинг 777 ушао у употребу, 1995. године. Закључно са априлом 2022. године, поручено је 2108 примерака овог авиона, од којих је 1683 већ испоручено. Верзија 777-200ER је испоручена у највише примерка(421). Емирејтс у својој флоти има највише авиона - укупно 127 примерка путничких и теретне верзије.
У јулу 2018. године објављено је да је руска компанија Волга-Дњепр наручила 29 карго авиона Боинг 777Ф и 5 авиона Боинг 747-8 у укупној вредности од 10 милијарди америчких долара.
Боинг 777 се сматра једним од најбезбеднијих путничких авиона. До данас се срушило укупно 3 авиона. До рушења Азијаниног авиона није било изгубљених живота при рушењу, али након тог рушења укупан број жртава је 3. Након тог рушења, у марту 2014. авион Малезија ерлајнса на линији Куала Лумпур - Пекинг нестао је под неразјашњеним околностима и претпоставља се да се срушио. Последње рушење овог типа авиона догодило се у јуну 2014. када је авион исте компаније на лету из Амстердама за Куала Лумпур срушен изнад Украјине. Авион су оборили проруски сепаратисти ракетом земља-ваздух.

## Спецификације
|                                            | 777-200                                                                 | 777-200ЕР                                                               | 777-200ЛР                                                     | 777 Фрејтер                    | 777-300                                                                        | 777-300ЕР                                      |
| ------------------------------------------ | ----------------------------------------------------------------------- | ----------------------------------------------------------------------- | ------------------------------------------------------------- | ------------------------------ | ------------------------------------------------------------------------------ | ---------------------------------------------- |
| Бр. посаде у пилотској кабини              | Две                                                                     | Две                                                                     | Две                                                           | Две                            | Две                                                                            | Две                                            |
| Капацитет седишта, типично                 | 301 (у 3 класе) 400 (у 2 класе) 440 (максимум)                          | 301 (у 3 класе) 400 (у 2 класе) 440 (максимум)                          | 301 (у 3 класе) 400 (у 2 класе) 440 (максимум)                | N/A (карго)                    | 336 (у 3 класе) 396 (у 2 класе) 550 (максимум)                                 | 336 (у 3 класе) 396 (у 2 класе) 550 (максимум) |
| Дужина                                     | 63,73 м                                                                 | 63,73 м                                                                 | 63,73 м                                                       | 63,73 м                        | 73,86 m                                                                        | 73,86 m                                        |
| Распон крила                               | 60,9 м                                                                  | 60,9 м                                                                  | 64,8 м                                                        | 64,8 м                         | 60,9 м                                                                         | 64,8 m                                         |
| Стрела крила                               | 31,64°                                                                  | 31,64°                                                                  | 31,64°                                                        | 31,64°                         | 31,64°                                                                         | 31,64°                                         |
| Висина репа                                | 18,5 м                                                                  | 18,5 м                                                                  | 18,3 м                                                        | 18,3 м                         | 18,5 м                                                                         | 18,5 м                                         |
| Ширина кабина                              | 5,87 m                                                                  | 5,87 m                                                                  | 5,87 m                                                        | 5,87 m                         | 5,87 m                                                                         | 5,87 m                                         |
| Ширина трупа                               | 6,20 m                                                                  | 6,20 m                                                                  | 6,20 m                                                        | 6,20 m                         | 6,20 m                                                                         | 6,20 m                                         |
| Максимум капацитет терета                  | 162 m³                                                                  | 162 m³                                                                  | 162 m³                                                        | 653 m³                         | 216 m³                                                                         | 216 m³                                         |
| Празан маса                                | 134.800 kg)                                                             | 138.100 kg                                                              | 145.150 kg                                                    | 144.400 kg                     | 160.500 kg                                                                     | 167.800 kg                                     |
| Максимум маса за слетање                   | 201.840 kg                                                              | 213.180 kg                                                              | 223.168 kg                                                    | 260.816 kg                     | 237.680 kg                                                                     | 251.290 kg                                     |
| Максимум тежина за полетање (MTOW)         | 247.200 kg                                                              | 297.550 kg                                                              | 347.500 kg                                                    | 347.800 kg                     | 299.370 kg                                                                     | 351.500 kg                                     |
| Типична брзина током лета                  | 905 km/h на висини од 11.000 м                                          | 905 km/h на висини од 11.000 м                                          | 905 km/h на висини од 11.000 м                                | 905 km/h на висини од 11.000 м | 905 km/h на висини од 11.000 м                                                 | 905 km/h на висини од 11.000 м                 |
| Максимум брзина током лета                 | 950 km/h на висини од 11.000 м                                          | 950 km/h на висини од 11.000 м                                          | 950 km/h на висини од 11.000 м                                | 950 km/h на висини од 11.000 м | 950 km/h на висини од 11.000 м                                                 | 950 km/h на висини од 11.000 м                 |
| Максимум долет                             | 9.700 km                                                                | 14.305 km                                                               | 17.370 km                                                     | 9.070 km                       | 11.120 km                                                                      | 13.658 km                                      |
| Потребан писта за полетање са MTOWISA+15 MSL}- | 2.500 м                                                                 | 3.536 м                                                                 | 3.536 м                                                       | 3.536 м                        | 3.410 м                                                                        | 3.200 м                                        |
| Максимални капацитет горива                | 117.348 Л                                                               | 171.176 Л                                                               | 181.283 Л                                                     | 181.283 Л                      | 171.176 Л                                                                      | 181.283 Л                                      |
| Висина лета                                | 13.140 м                                                                | 13.140 м                                                                | 13.140 м                                                      | 13.140 м                       | 13.140 м                                                                       | 13.140 м                                       |
| Мотор (×2)                                 | PW 4077 RR 877 GE90-77B                                                 | PW 4090 RR 895 GE90-94B                                                 | GE90-110B GE90-115B                                           | GE90-110B                      | PW 4098 RR 892 GE90-94B/GE90-92B                                               | GE90-115B                                      |
| Потисак (×2)                               | PW: 77.000 lbf (330 kN) RR: 77.000 lbf (330 kN) GE: 77.000 lbf (330 kN) | PW: 90.000 lbf (400 kN) RR: 95.000 lbf (410 kN) GE: 94.000 lbf (410 kN) | GE -110B: 110.000 lbf (480 kN) GE -115B: 115.000 lbf (510 kN) | GE: 110.000 lbf (480 kN)       | PW: 98.000 lbf (430 kN) RR: 95.000 lbf (400 kN) GE: 94.000/92.000 lbf (410 kN) | GE: 115.000 lbf (510 kN)                       |